# Håkan Wilkens
Sten Håkan Arthur Wilkens, född 24 augusti 1937 i Göteborg, är svensk diplomat.

## Biografi
Wilkens är son till regeringsrådet Sten Wilkens och Anna Lisa Florén. Han tog juris kandidatexamen i Stockholm 1963 och antogs som attaché vid Utrikesdepartementet (UD) 1964. 1965 blev Wilkens ambassadsekreterare i Madrid, 1967 i Canberra. 1969–1973 var han departementssekreterare vid UD. Han utnämndes till förste ambassadsekreterare vid EG-delegationen i Bryssel 1973, ambassadråd i Tel Aviv 1977, kansliråd vid politiska avdelningen i UD 1980–1984. Minister, chargé d’affaires i Santiago de Chile 1984, generalkonsul i Chicago 1987 och ambassadör vid Unesco-delegationen i Paris 1989.  Protokollchef i UD 1993, ambassadör vid Sveriges ständiga representation vid Europarådet i Strasbourg 1997–2001 . 
Wilkens gifte sig 1963 med Catharina Hadorph (född 1941). De har två söner, Fredrik (född 1964) och Carl (född 1968).